# Flurin Caduff
Flurin Caduff (* 1979 in Danis, Kanton Graubünden) ist ein Schweizer Opernsänger.

## Leben
Er erhielt den ersten Gesangsunterricht von seinem Vater Armin Caduff. Es folgen Auftritte mit dem Solistenensemble La Compagnia Rossini.
1998–2001 studierte er an der Musikakademie St. Gallen. In Wien setzte er seine Ausbildung bei Hilde Zadek fort, nebenbei besuchte er noch eine Theater- und Tanzschule.
2001 debütierte Caduff als Masetto in Haldenstein. Es folgten Produktionen in Locarno als Conte Robinson in Il matrimonio segreto sowie in Treviso als Don Alfonso in Così fan tutte. Drei Sommer lang sang er in Obersaxen den Pirro in I Lombardi, den Pharao in Moses und Aron und den Belcore in L’elisir d’amore. In St. Moritz sang Caduff mehrere Rollen in italienischer Sprache. Stimmliche Weiterbildung erhielt er bei Armin Caduff und Dietmar Grimm in Luzern.
Ab der Saison 2007/2008 war Caduff in verschiedenen Produktionen im Luzerner Theater zu hören. Seit der Saison 2009/2010 gehört Caduff fest zum Ensemble des Luzerner Theaters.